# Distrito de Arbon
El distrito de Arbon es uno de los cinco nuevos distritos del cantón de Turgovia. Su capital es la ciudad de Arbon.
Desde el 1 de enero de 2011 incluye la comuna de Amriswil, antiguamente en el distrito de Bischofszell.

## Geografía
El distrito se encuentra en el extremo sureste del cantón a orillas del lago de Constanza. Limita al oeste con el distrito de Weinfelden (anteriormente Bischofszell), al noroeste con Kreuzlingen, al este con los distritos de Bodensee (DE-BW), Lindau (DE-BY) y Bregenz (AT-8), y al sur con los distritos de Rohrschach (SG) y de San Galo (SG).

## Comunas
| Distrito de Arbon | Distrito de Arbon      | Distrito de Arbon |
| Comunas           | Población (31.12.2014) | Superficie km²    |
| ----------------- | ---------------------- | ----------------- |
| Amriswil          | 11 788                 | 19.1              |
| Arbon             | 13 427                 | 5.9               |
| Dozwil            | 565                    | 1.4               |
| Egnach            | 4243                   | 18.5              |
| Hefenhofen        | 1185                   | 6.1               |
| Horn              | 2551                   | 1.7               |
| Kesswil           | 983                    | 4.4               |
| Roggwil           | 2893                   | 11.9              |
| Romanshorn        | 9490                   | 8.7               |
| Salmsach          | 1280                   | 2.6               |
| Sommeri           | 511                    | 4.2               |
| Uttwil            | 1651                   | 4.3               |
| Total (12)        | 54 281}}               | 88.8              |